# 久米宏 経済スペシャル
久米宏 経済スペシャル（くめひろしけいざいスペシャル）は、テレビ東京系列で不定期に放送される特別番組であり、久米宏の冠番組でもある。

## 概要
- 久米にとっては初のテレビ東京でのMC番組である。
- 毎回様々な視点から「新ニッポン人＝新たな価値観で行動する人々」の生態を探る。

## 出演者

### MC
- 久米宏

### ゲスト
- 小池百合子（第1・2回）
- 岡野雅行（第1回）
- 小倉優子（第1・2・5回）
- 梅佳代（第1・2回）
- 山極寿一（第2回）
- 春風亭昇太（第3・4回）
- 渡辺満里奈（第3・4回）
- ピーコ（第5回）

## 放送リスト
| 回数  | 放送日         | 日時          | テーマ                                               |
| ----- | -------------- | ------------- | ---------------------------------------------------- |
| 第1回 | 2008年6月1日   | 21:00 - 22:24 | 「酒を飲まない、車に興味の無い、消費しない若者たち」 |
| 第2回 | 2008年12月28日 | 20:54 - 22:18 | 「1秒でも早く結婚したい女たち」                      |
| 第3回 | 2010年11月14日 | 19:54 - 21:48 | 「激変するニッポンの食卓」                           |
| 第4回 | 2011年12月18日 | 19:54 - 21:48 | 「東京って幸せですか?」                              |
| 第5回 | 2013年1月16日  | 21:00 - 22:48 | 「実は日本人はデフレが大好きだった!?」               |

## スタッフ

### 第5回時点
- ナレーター：バッキー木場、湯浅真由美（第5回）
- 構成：山本喜浩、吉村幹彦
- TD：近藤剛史
- 映像：佐藤誠二（第5回）
- 撮影：吉田健吾（第5回）
- 照明：長治憲明
- 音声：五十嵐公彦（第5回）
- 美術プロデューサー：薬師寺哲郎
- 美術デザイン：金森明日香
- 大道具：西崎徳彦（第5回）
- 小道具：植田幸奈（第5回）
- 電飾：及川博安
- TK：梅村咲季（第5回）
- 模型：植松淳（第5回）
- バーチャルCG：エキスプレススポーツ・F.move（第5回）
- メイク：光倉カオル
- 美術照明協力：テレビ東京アート
- 技術協力：テクノマックス
- タイトル：コーラルレッド
- CG：イメージ・セッション（第5回）
- 番組宣伝：宮本聖子（第5回）
- カメラ：大手洋行、大木大介（第5回）
- VE：阿部圭司（第5回）
- オフライン編集：斉藤和彦（第5回）
- サウンドデザイン：新井誠志、板垣仁美
- 編集：関戸博
- MA：武田明賢（第5回）
- AD：緑川寛之（第5回）
- ディレクター：宮崎洋平（第5回）、大河平愛子
- チーフディレクター：徳光崇臣
- プロデューサー：野口雅史、和田佳恵、根元宏行
- 企画・制作協力：オフィス・トゥー・ワン
- 制作協力：日経映像
- 制作著作：テレビ東京

### 過去のスタッフ
- 映像：杉山博紀（第4回）
- 撮影：風間誠（第4回）
- 音声：窪田佳光（第4回）
- 大道具：山田和弘（第4回）
- 小道具：小川洋一（第4回）
- TK：池田智美（第4回）
- モニター：東京チューブ（第4回）
- アクリル装飾：八島貴広（第4回）
- スタイリスト・メイク：三上つかさ（第4回）
- メイク：亀田雅・山田かつら（第4回）
- 技術協力：ウインクツー・映広（第4回）
- CG：大前サトル（第4回）
- 番組宣伝：石井真知子（第4回）
- カメラ：山森義明（第4回）
- VE：武田司・上野麻璃奈（第4回）
- リサーチ：角田さち代（第4回）
- オフライン編集：鎌谷正一（第4回）
- MA：柞山京一（第4回）
- AD：田中綾子・片山史（第4回）
- スタジオ演出：立浪仁志（第4回）

## 備考
- 第4弾までは日曜の夜に放送されていたが『日曜ビッグバラエティ』の冠はつかずスポンサーも特別セールスになる。これは第5弾も同様である。
- 第5弾は本来なら2012年12月9日放送予定であったが翌年にずれ込んだ。余談だが番宣CMは選挙演説風だった。